# Anomis fulvida
Anomis fulvida là một loài bướm đêm trong họ Erebidae.